# Thai Smile Airways
Thai Smile Airways (thailändisch การบินไทยสมายล์) war eine thailändische Billigfluggesellschaft mit Sitz in Bangkok und Basis auf dem Flughafen Bangkok-Suvarnabhumi. Sie war eine Tochtergesellschaft der Thai Airways International.

## Geschichte
Thai Airways International hatte mit Tiger Airways am 2. August 2010 ein Joint Venture unter dem Namen Thai Tiger gegründet. Nachdem die thailändische Regierung jedoch bis August 2011 keine Lizenz für die neue Fluggesellschaft erteilte, gab man im September 2011 das Gemeinschaftsunternehmen auf. Stattdessen gründete Thai Airways im Sommer 2012 Thai Smile. Thai Smile war nach Nok Air die zweite Billigfluggesellschaft von Thai Airways. Am 18. Januar 2013 gab Thai Airways International bekannt, dass Thai Smile nach der Zustimmung des Senats als eigenständige Fluggesellschaft unter der Firmenbezeichnung Thai Smile Airways Co., Ltd operieren werde. Das Stammkapital von Thai Smile Airways betrug 1,8 Milliarden Baht. Thai Airways hielt weiterhin 100 % an Thai Smile.
Seit dem 2. Oktober 2014 flog Thai Smile unter dem eigenen IATA-Code WE und stieg aus dem Codesharing mit Thai Airways und damit aus der Star Alliance aus. Seit dem 25. Februar 2020 war Thai Smile Connecting Partner von Star Alliance.
Im Mai 2023 wurde bekannt gegeben, Thai Smile bis Ende 2023 vollständig in Thai Airways aufgehen zu lassen. Man erhoffte sich hierdurch eine höhere Auslastung der Flotte sowie eine Kostenersparnis von 20 %.
Mit Flug WE 47 aus Khon Kaen landete am 31. Dezember 2023 um 22:30 Uhr der letzte von Thai Smile durchgeführte Flug. Die Flugzeuge gehen alle in die Flotte von Thai Airways über. Auch die Flugziele von Thai Smile wurden sukzessive von Thai Airways übernommen.

## Flugziele
Thai Smile flog von Bangkok-Suvarnabhumi hauptsächlich Ziele innerhalb Thailands an. Des Weiteren wurden Städte in Südostasien bedient.

## Flotte
Zum Zeitpunkt der Einstellung des Betriebs bestand die Flotte der Thai Smile aus neun Flugzeugen mit einem Durchschnittsalter von 10 Jahren:
| Flugzeugtyp     | Anzahl | geparkt | bestellt | Anmerkungen                                                          |
| --------------- | ------ | ------- | -------- | -------------------------------------------------------------------- |
| Airbus A320-200 | 9      | 4       | –        | sieben mit Sharklets ausgestattet, werden an Thai Airways abgegeben. |